# Jinzhousaurus yangi
Lo jinzhousauro (Jinzhousaurus yangi) è un dinosauro erbivoro appartenente agli ornitopodi, vissuto nel Cretaceo inferiore (Aptiano, circa 125 milioni di anni fa). I suoi resti sono stati ritrovati in Cina.

## Descrizione
Questo dinosauro è conosciuto grazie a vari resti fossili che includono uno scheletro quasi completo, rinvenuto nella famosa formazione Yixian. Lo scheletro ha permesso di ricostruire un grosso dinosauro semibipede, dalla corporatura piuttosto robusta e dalla lunghezza totale di circa 7 metri. La testa era allungata e simile vagamente a quella di un cavallo, dotata di denti molariformi adatti a triturare sostanze vegetali. 

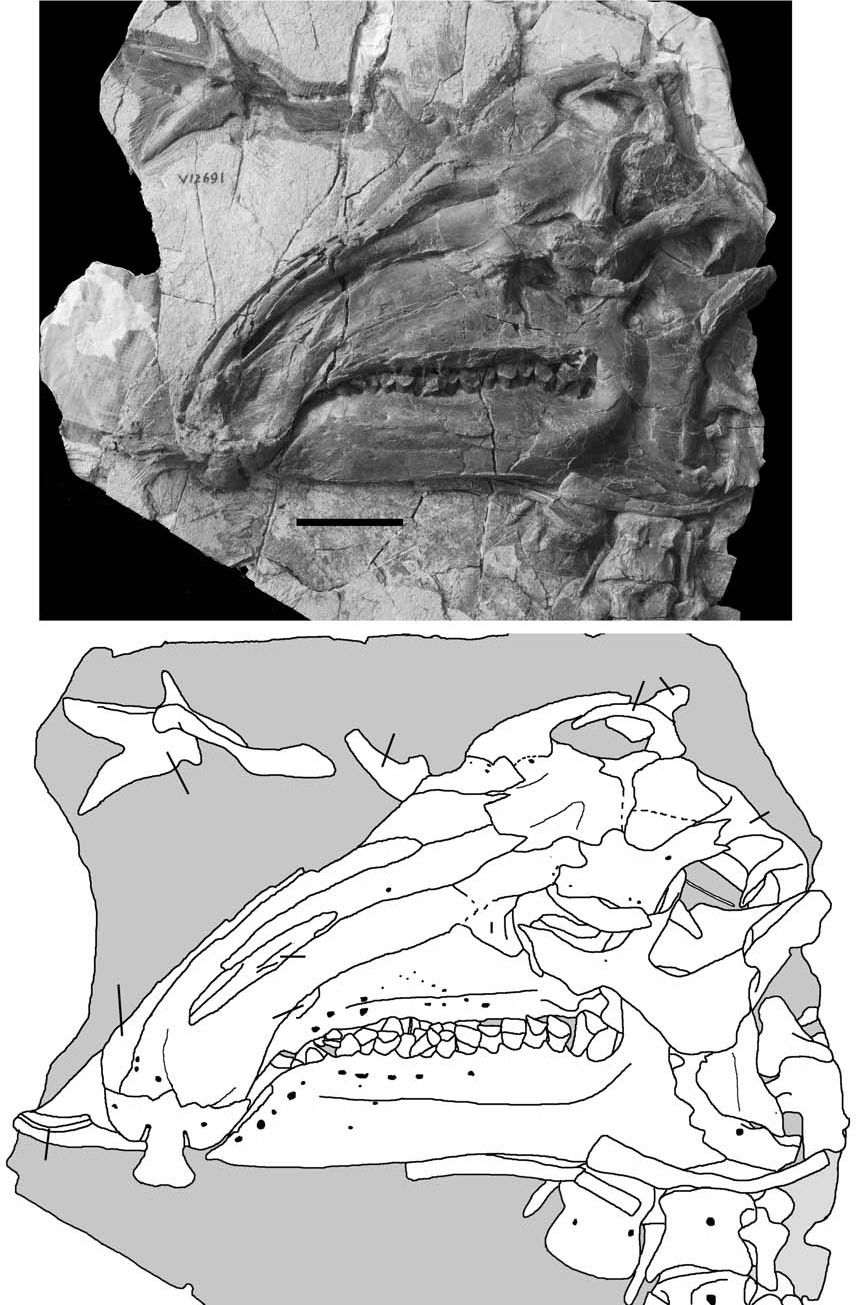
Cranio di Jinzhousaurus yangi

## Classificazione
Lo jinzhousauro appartiene al gruppo degli iguanodonti, dinosauri erbivori caratteristici del Giurassico e del Cretaceo, generalmente di grosse dimensioni. Jinzhousaurus, in particolare, sembrerebbe essere stato un iguanodonte con uno strano miscuglio di caratteri primitivi ed evoluti. Apparentemente, questo dinosauro era più arcaico rispetto agli adrosauroidi (ad es. Probactrosaurus), che rappresentarono l'ultimo passo dell'evoluzione degli iguanodonti e diedero origine agli adrosauridi propriamente detti, o “dinosauri a becco d'anatra”.